# 로런 포터
로런 포터(Lauren Potter, 1990년 5월 10일 ~ )는 미국의 배우이다.

## 출연 작품
- 게스트룸 (2015)
- 미스터 블루 스카이 (2007)